# 1511-es busz
Az 1511-es jelzésű autóbusz egy országos autóbuszjárat volt, amely Szegedet kötötte össze Sopronnal. 
2013. december 15-én közlekedett először, egy korábbi Szeged-Székesfehérvár járatpárból jött létre.
Útvonalhossza 390,9 km, menetideje Sopron felé felé 7 óra 35 perc (455 perc), Szeged felé 7 óra 40 perc (460 perc) volt. Naponta egy járatpár szállította az utasokat.
A 2020. május 16-ai menetrend módosításokkal a Volánbusz megszüntette az autóbuszvonalat. A járat átkerült az 1510-es busz menetrendi mezőjébe és Veszprémig rövidült, valamint megáll a zsanai elágazásnál, a pirtói Községházánál, Solton, a nagymajori elágazásnál és Székesfehérváron, a vasútállomásnál.

## Megállóhelyei
| 0  | Szeged, autóbusz-állomás végállomás | 18 | 5, 7, 7A, 9, 19 7F, 21, 60, 60Y, 64, 67, 67Y, 70, 71, 71A, 72, 72A, 73, 73Y, 74, 75, 76, 76Y, 77, 77A, 77Y, 78, 78A, 79H 1100, 1374, 1375, 1441, 1486, 1503, 1504, 1506, 1507, 1508, 1510, 1513, 1514, 1515, 1516, 1517, 1518, 1519, 1652 4990, 5000, 5001, 5002, 5003, 5004, 5005, 5007, 5008, 5010, 5012, 5015, 5016, 5020, 5021, 5022, 5023, 5024, 5025, 5030, 5031, 5032, 5033, 5034, 5035, 5040, 5041, 5042, 5043, 5044, 5045, 5046, 5047, 5049, 5050, 5054, 5055, 5056, 5058, 5059, 5060, 5061, 5062, 5063, 5064, 5066, 5070, 5071, 5075, 5076, 5109, 5112, 5120, 5160, 5189, 5284, 5328, 5329, 5362, 5369 |
| 1  | Szeged (Kiskundorozsma), ABC        | 17 | 7F, 67, 67Y 1507, 1510, 1513 5047, 5049, 5050, 5054, 5055, 5056, 5058, 5362, 5369 |
| 2  | Bordány, autóbusz-váróterem         | 16 | 1507, 1510, 1513 5032, 5047, 5049, 5050, 5054, 5362, 5369 |
| 3  | Üllés, autóbusz-váróterem           | 15 | 1507, 1510, 1513 5032, 5047, 5048, 5049, 5050, 5054, 5362, 5369 |
| 4  | Kiskunhalas, autóbusz-állomás       | 14 | 1, 2, 3, 4, 5, 6 1507, 1510, 1513, 1577 5046, 5054, 5056, 5123, 5216, 5221, 5266, 5269, 5276, 5278, 5279, 5280, 5281, 5282, 5283, 5284, 5285, 5286, 5287, 5288, 5289, 5290, 5292, 5295, 5296, 5297, 5298, 5321, 5322, 5324, 5362, 5369 |
| 5  | Soltvadkert, autóbusz-váróterem     | 13 | 1507, 1510, 1513, 1524 5058, 5218, 5219, 5221, 5275, 5295, 5296, 5298, 5345, 5346, 5362 |
| 6  | Kiskőrös, városháza                 | 12 | 555 1507, 1510, 1513, 1535, 1566, 1568 5058, 5218, 5219, 5226, 5232, 5275, 5295, 5297, 5298, 5340, 5341, 5344, 5346, 5348, 5349, 5350, 5351, 5352, 5354, 5362 |
| 7  | Akasztó, kultúrház                  | 11 | 1507, 1510, 1513, 1568 5058, 5298, 5344, 5350, 5352, 5354, 5362, 8207 |
| 8  | Dunatetétlen, bejárati út           | 10 | 1507, 1510, 1568 5058, 5350, 5354, 5362, 8207 |
| 9  | Solt, Aranykulcs tér                | 9  | 1110, 1113, 1462, 1499, 1507, 1510, 1513, 1528, 1529, 1547, 1568, 1703, 1803 5058, 5227, 5231, 5234, 5311, 5350, 5359, 5362, 5364, 5365, 5381, 5382, 5502, 8202, 8203, 8205, 8206, 8207 |
| 10 | Dunaújváros, Dózsa Mozi             | 8  | 2, 3, 5, 8, 11, 13, 18, 20, 22, 23, 24, 25, 29, 32, 33, 35, 40, 45 1120, 1121, 1125, 1131, 1134, 1499, 1507, 1510, 1547, 1703, 1803, 1822, 1823, 1824, 1826, 1841 5227, 8033, 8228, 8229, 8238, 8240 |
| 11 | Székesfehérvár, autóbusz-állomás    | 7  | 10, 11, 11A, 11G, 12, 12A, 12Y, 13, 13A, 13G, 13Y, 14, 14G, 15, 15Y, 26, 26A, 26G, 27, 36, 37, 38, 40, 41, 42, 43, 44 707, 718, 747, 748, 749, 750, 751, 758, 759 1173, 1174, 1190, 1202, 1204, 1205, 1206, 1212, 1216, 1229, 1240, 1243, 1507, 1510, 1529, 1563, 1628, 1703, 1706, 1707, 1803, 1808, 1809, 1822, 1823, 1824, 1826, 1841, 1842, 1843, 1844, 1845, 1853 5552, 7315, 8000, 8001, 8010, 8011, 8013, 8030, 8032, 8033, 8034, 8035, 8037, 8039, 8040, 8046, 8047, 8048, 8049, 8050, 8055, 8060, 8062, 8065, 8066, 8067, 8068, 8069, 8070, 8078, 8086, 8090, 8092, 8093, 8095, 8096, 8097, 8099, 8624 |
| 12 | Veszprém, autóbusz-állomás          | 6  | 1, 2, 3, 4, 4A, 7, 7A, 10, 12, 12A, 13, 22, 23, 24E, 47, 47A 1202, 1205, 1206, 1212, 1216, 1229, 1230, 1240, 1243, 1244, 1462, 1510, 1529, 1564, 1592, 1593, 1625, 1628, 1629, 1630, 1708, 1709, 1720, 1722, 1723, 1728, 1730, 1731, 1732, 1733, 1735, 1736, 1737, 1738, 1739, 1740, 1742, 1784, 1808, 1823, 1846, 1853 5449, 7300, 7301, 7302, 7303, 7304, 7305, 7306, 7307, 7308, 7309, 7311, 7312, 7313, 7314, 7315, 7316, 7317, 7318, 7319, 7320, 7321, 7322, 7323, 7324, 7325, 7326, 7328, 7332, 7333, 7335, 7341, 7342, 7345, 7346, 7348, 7350, 7352, 7353, 7355, 7356, 7357, 7358, 7360, 7361, 7363, 7364, 7366, 7367, 7369, 7370, 7376, 7380, 7381, 7383, 7386, 7387, 7388, 7389, 7391, 7396, 7397, 7804, 7941, 7943 |
| 13 | Pápa, autóbusz-állomás              | 5  | 1, 1H, 1Y, 2, 3, 4A, 4B, 5, 6A, 6B, 13, 14, 16, 17 1229, 1244, 1251, 1269, 1510, 1564, 1623, 1627, 1639, 1663, 1671, 1710, 1711, 1712, 1713, 1720, 1722, 1723, 1739, 1793, 1794, 1848, 1851 7391, 7701, 7754, 7901, 7902, 7904, 7908, 7912, 7914, 7918, 7920, 7922, 7926, 7927, 7928, 7929, 7930, 7931, 7932, 7936, 7940, 7941, 7942, 7943, 7944, 7950, 7952, 7953, 7956, 7958, 7963, 7972, 7974, 7982, 7983, 7986, 7987, 7993 |
| 14 | Csorna, autóbusz-állomás            | 4  | 1639, 1715, 1720, 1722, 1723, 1739, 1850 7051, 7052, 7053, 7056, 7057, 7060, 7061, 7063, 7067, 7068, 7069, 7070, 7071, 7072, 7073, 7074, 7076, 7079, 7080, 7084, 7105, 7106, 7107, 7108, 7110, 7115, 7116, 7118, 7122, 7127, 7135, 7138, 7139, 7140, 7146, 7211, 7212, 7286, 7287, 7936, 7987 |
| 15 | Kapuvár, autóbusz-állomás           | 3  | 1720, 1723, 1739 7068, 7069, 7071, 7072, 7073, 7074, 7076, 7155, 7157, 7158, 7160, 7164, 7165, 7170, 7173, 7174, 7176, 7192, 7193, 7196, 7207, 7210, 7211, 7212, 7213, 7287 |
| 16 | Fertőszentmiklós, ABC               | 2  | 1739 7071 |
| 17 | Kópháza, autóbusz-váróterem         | 1  | 1596, 1642, 1660, 1662, 1719, 1720, 1722, 1723, 1724, 1725, 1726, 1739 7071, 7072, 7073, 7208, 7209, 7210, 7211, 7218, 7219, 7220, 7224, 7225, 7227, 7228, 7230, 7231, 7235 |
| 18 | Sopron, autóbusz-állomás végállomás | 0  | 1, 2, 3, 3Y, 4, 5, 5A, 5B, 5T, 5Y, 6, 7, 7A, 7B, 8, 10, 10Y, 11Y, 12, 12A, 13, 13B, 14, 14B, 16, 17, 20, 21, 27, 27B, 32, 33 1596, 1642, 1660, 1662, 1719, 1722, 1723, 1724, 1725, 1726, 1739 7071, 7072, 7073, 7205, 7207, 7208, 7209, 7210, 7211, 7212, 7218, 7219, 7220, 7224, 7225, 7227, 7229, 7230, 7231, 7235, 7242, 7246 |